# Église Notre-Dame de La Neuville-Chant-d'Oisel
L'église Notre-Dame est une église catholique située dans la commune de La Neuville-Chant-d'Oisel, en France.

## Localisation
L'église est située à La Neuville-Chant-d'Oisel, commune du département français de la Seine-Maritime, 83 rue de l'église.

## Historique
L'église est bâtie au XIIIe siècle et dédiée à Notre-Dame et consacrée en 1258. Des travaux sont réalisés à la fin du XVIIIe siècle.
Le chœur est reconstruit au XIXe siècle sur des plans de l'abbé Acher.
L'édifice est inscrit partiellement au titre des monuments historiques le 24 novembre 1926, la protection concerne les arcades de la nef.

## Description
L'édifice est en pierre, caillou et plâtre.
L'église obéit à deux styles différents : les trois nefs datent du XIIIe siècle en gothique rayonnant.
Les stalles de la fin du XVIIIe siècle proviennent de l'hôpital Saint-Jacques des Andelys.